# Min Áigi
A Min Áigi („A mi időnk”) egy északi számi nyelven hetente kétszer megjelentő újság volt. Kárášjohkában (norvégul Karasjokk) adták ki. A Min Áigi a Sámi Áigi („Számi idők”) újság jogtulajdonosa és folytatója volt, mely 1989-ben csődbe ment. A Min Áigi első száma 1993. május 22-én jelent meg. Bár az újság legtöbb szerkesztője norvégiai, az újság a többi országban élő számihoz is kívánt szólni.
A Min Áiginak több kirendeltsége volt: Deatnuban (norvégul Tana), Guovdageaidnuban (norvégul Kautokeino) és Johkamohkában (svédül Jokkmokk).
A Min Áigi OS társaság fő részvényese a Finnmark Dagblad, egy másik regionális újság volt. Emellett részvényese volt még többek között Kárášjohka városa, a Norvégiai Számi Szövetség, a Samenes Landsforbund és a Davvi Könyvkiadó. Az újság főszerkesztője Svein Nordsletta volt.
| 2002 | 2003 | 2004 | 2005 | 2006 |
| ---- | ---- | ---- | ---- | ---- |
| 1197 | 1072 | 1211 | 1179 | 1177 |

## Összeolvadás az Áššuval

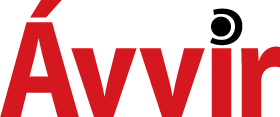
Az Ávvir logója

A két konkurens számi nyelvű újság, a Min Áigi és az Áššu 2007. augusztus 27-én bejelentette, hogy
Ávvir név alatt egyesülnek, új főszerkesztővel. Ez az egyesülés volt az egyetlen esélye annak, hogy nagyobb példányszámban, jobb gazdasági körülmények között tudják folytatni egy számi nyelvű újság kiadását. Az Áššu is és a Min Áigi is 33-33%-ban részesedik az új újság tulajdonjogából.
Az Ávvir első példányát 2008. február 6-án adták ki.